# Derrioides villaria
Derrioides villaria là một loài bướm đêm trong họ Geometridae.